# TIAS
TIAS School for Business and Society es una Escuela de Negocios afiliada a la Universidad de Tilburg y la Universidad Técnica de Eindhoven. TIAS se enfoca en educación ejecutiva y post experiencial. Los campus más importantes de la institución se encuentran en las ciudades de Tilburg y Utrecht, Países Bajos. 

## Cronología
La historia de TIAS se remonta a 1982 y cubre aproximadamente tres décadas
- 1982 - Profesor Harry Peeters funda la escuela llamada “Tilburgs Instituut voor Academische Estudios”.
- 1986 - Tias cambia su acrónimo y convierte el campo de  educación en administración su negocio núcleo.
- 1986 - Los primeros dos programas de maestrías fueron creados: ‘Banca y Finanzas' y  'Ciencia de la Información gerencial' (que siguen existiendo hoy con el nombre de ‘Maestría en Finanzas' y ‘Maestría en Administración de la Información' respectivamente).
- 1986 - 1995 - En promedio, un programa de Maestría es lanzado cada año.
- 1996 - Tias comienza a poner su foco en programas ejecutivos para personas con experiencia laboral.
- 1999 - Tias empieza un programa ejecutivo MBA dual con la Universidad de Purdue de los Estados Unidos, con la Universidad europea Central de Budapest, Hungría, y GISMA en Hanover, Alemania.
- 2001 - Tias se convierte en una compañía privada, con la Universidad de Tilburg como su accionista único.
- 2004 - La Universidad Técnica de Eindhoven adquiere el 20% de la participación de Tias.
- 2006 - Tias se fusiona con la Universidad de Nimbas en Utrecht al adquirir el 100% de sus participaciones y, de esta forma, se convierte en TiasNimbas.
- 2009 - Prof. dr. Ramon O'Callaghan asume como Decano de la Escuela de Negocios TiasNimbas.
- 2009 - cooperación Formal entre TiasNimbas y la Escuela de Economía y Administración de la Universidad de Tilburg que conjuntamente diseñan un nuevo programa ejecutivo MBA.
- 2010 - TiasNimbas rankea en todas las  categorías del Financial Times Ranking por primera vez.
- 2010 - Se lanza un nuevo programa MBA Full Time.
- 2012 - Prof.dr. Kees Koedijk reemplaza a Ramon O'Callaghan como Decano de TiasNimbas.
- 2014 - TIAS School for Business and Society es el nuevo nombre  de TiasNimbas.

## Organización de TIAS

### Programas
La escuela de negocios ofrece diversos programas  MBAs full-time, progromas MBAs Ejecutivos, PhDs, Maestrías (MSc) y Maestrías para Ejecutivos en un diversas ubicaciones y en varios formatos. Además, TIAS diseña y crea programas hechos "a medida" para organizaciones nacionales e internacionales si así lo requieren.

### Rankings
Educación ejecutiva: TIAS es la escuela empresarial holandesa única en el Top 50 del ranking Financial Times Executive Education. En todo el mundo Tias es rankeada #46.
Programas específicos para compañías y empresas: es #1 en los Países Bajos, #21 en Europa y #47 en todo el mundo
Programas abiertos: #2 en Los Países Bajos, #25 en Europa y #57 en todo el mundo
Full-Time MBA: Financial Times rankea a TIAS como la escuela de negocios #64 en todo el mundo, #18 en Europa y #2 en el Benelux. 

### Acreditaciones
TIAS tiene acreditaciones de la Asociación de MBAs (AMBA) y la Association to Advance Collegiate Schools of Business (AACSB). Ambas acreditaciones  son parte de la categoría Triple corona. Además, sus programas están acreditados por el Nederlands-Vlaamse Accreditatieorganisatie (NVAO).